# Čurilovec
Čurilovec is een plaats in de gemeente Varaždinske Toplice in de Kroatische provincie Varaždin. De plaats telt 157 inwoners (2001).